# Алагићи (Какањ)
Алагићи су насељено мјесто у Босни и Херцеговини у општини Какањ које административно припада Федерацији Босне и Херцеговине. Према попису становништва из 1991. у насељу је живјело 94 становника.

## Становништво
| Националност       | 1991.       |
| Муслимани          | 61 (64,89%) |
| Хрвати             | 23 (24,46%) |
| Срби               | 9 (9,57%)   |
| Југословени        | 1 (1,06%)   |
| остали и непознато | 40 (5,51%)  |
| Укупно             | 94          |